# 望日里駅
望日里駅（マンイルリえき、朝鮮語: 망일리역）は、朝鮮民主主義人民共和国、平安南道殷山郡にある駅で、首陽支線と天聖炭鉱線属する。

## 隣の駅
首陽支線
首陽駅 - 望日里駅
天聖炭鉱線
新倉駅 - 望日里駅 - 天聖駅